# Ludwig Karl Friedrich Turban
Ludwig Karl Friedrich Turban, ämbetsman och politiker i tyska furstestaten Baden, född 5 oktober 1821 i Bretten i Baden, död 12 juli 1898 i Karlsruhe i Baden.
Turban blev efter tjänstgöring inom juridiska och civila verk 1872 president i handelsministeriet och 1876 därjämte efter Jolly statsminister och ministerpresident. Då handelsministeriet 1881 upphävdes, övertog Turban istället inrikesministeriet. Sedan 1872 var han ledamot av tyska förbundsrådet. Han lämnade 1890 inrikesministeriet, 1893 statsministerposten och platsen i förbundsrådet samt utnämndes till president i Badens Oberrechnungskammer. Turban var moderat nationalliberal och tillhörde 1860-1870 samt från 1873 badensiska lantdagens andra kammare.

## Utmärkelser
- Hedersledamot,  1885
- Hedersdoktor vid Universitetet i Heidelberg,  1886[1][2]
- Storkorset av Berthold I:s av Zähringens orden,  1890[2]
- Badiska husorden Fidelitas,  1892[1][2]

[Redigera Wikidata]